# 镰小羽对囊蕨
镰小羽对囊蕨（学名：Deparia falcatipinnula）也称镰小羽介蕨，为蹄盖蕨科对囊蕨属下的一个种。